# Palmer Bay
Die Palmer Bay ist eine 1,5 km breite Bucht an der Nordküste von Coronation Island im Archipel der Südlichen Orkneyinseln. Sie liegt unmittelbar westlich des Crown Head.
Der britische Robbenfängerkapitän George Powell und sein US-amerikanisches Pendant Nathaniel Palmer, nach dem die Bucht benannt ist, entdeckten sie gemeinsam im Dezember 1821.